# Chilenische Davis-Cup-Mannschaft
Die chilenische Davis-Cup-Mannschaft ist die Tennisnationalmannschaft von Chile. Der Davis Cup ist der wichtigste Wettbewerb für Nationalmannschaften im Herren-Tennis, analog zum Fed Cup bei den Damen.

## Geschichte
Chile nimmt seit 1928 am Davis Cup teil. Die Mannschaft erreichte 1976 erstmals das Finale und unterlag in Santiago de Chile mit 1:4 gegen Italien. Bester Spieler ist Luis Ayala mit 37 Siegen, Rekordspieler ist Patricio Cornejo mit 32 Teilnahmen innerhalb von 16 Jahren.

## Finalteilnahmen
Die Ergebnisse der Finalteilnahmen werden aus chilenischer Sicht angegeben.
| Jahr | Finalort          | Finalgegner | Ergebnis |
| ---- | ----------------- | ----------- | -------- |
| 1976 | Santiago de Chile | Italien     | 1:4      |